# Club 57 (álbum)
Club 57 es la primera banda sonora de la serie Club 57 de Nickelodeon. Lanzada el 8 de noviembre de 2019 por Sony Music
El álbum contiene 20 canciones: 15 son en español y 5 en italiano

## Lista de canciones
| N.º | Título                                                        | Duración |  |
| 1.  | «El tiempo corre al revés» (Evaluna Montaner)                 | 2:17     |  |
| 2.  | «Algo bueno va a pasar» (Evaluna Montaner, Fefi Oliveira)     | 2:55     |  |
| 3.  | «Canta y no pares» (Evaluna Montaner Sebastián silva)         | 3:48     |  |
| 4.  | «Te regalo la luna» (Ricardo Frascari)                        | 3:58     |  |
| 5.  | «Tan sola» (Sebastián Silva Evaluna Montaner)                 | 2:33     |  |
| 6.  | «Cuando te enamores de mí» (Evaluna Montaner Sebastián silva) | 3:04     |  |
| 7.  | «Malalala» (Carolina Mestrovic)                               | 2:41     |  |
| 8.  | «Ladrona» (Carolina Mestrovic, Evaluna Montaner)              | 2:57     |  |
| 9.  | «Club 57» (Isabella Castillo)                                 | 2:26     |  |
| 10. | «Bailando en la lluvia» (Evaluna Montaner, Ricardo Frascari)  | 2:58     |  |
| 11. | «Deshojo la margarita» (Ricardo Frascari)                     | 3:15     |  |
| 12. | «Me va a extrañar» (Evaluna Montaner Sebastián silva)         | 4:58     |  |
| 13. | «Alíviame» (Evaluna Montaner Sebastián silva)                 | 3:24     |  |
| 14. | «Concierto de silencios» (Isabella Castillo & Andrés Mercado) | 3:35     |  |
| 15. | «Baby, Baby» (Ricardo Frascari)                               | 3:36     |  |
| 16. | «Corro nel tempo da te» (Evaluna Montaner)                    | 2:17     |  |
| 17. | «Canta e non fermarti» (Evaluna Montaner Sebastián silva)     | 3:48     |  |
| 18. | «Ti regalo lala luna» (Ricardo Frascari)                      | 3:58     |  |
| 19. | «Club 57 [Italian version]» (Isabella Castillo)               | 2:26     |  |
| 20. | «Gli mancherò» (Evaluna Montaner Sebastián silva)             | 3:35     |  |